# Cabo (jeu de société)
 (août 2025).
 (août 2025).
La mise en forme du texte ne suit pas les recommandations de Wikipédia : il faut le « wikifier ».
Les points d'amélioration suivants sont les cas les plus fréquents :
- Les titres sont pré-formatés par le logiciel. Ils ne sont ni en capitales, ni en gras.
- Le texte ne doit pas être écrit en capitales (les noms de famille non plus), ni en gras, ni en italique, ni en « petit »…
- Le gras n'est utilisé que pour surligner le titre de l'article dans l'introduction, une seule fois.
- L'italique est rarement utilisé : mots en langue étrangère, titres d'œuvres, noms de bateaux, etc.
- Les citations ne sont pas en italique mais en corps de texte normal. Elles sont entourées par des guillemets français : « et ».
- Les listes à puces sont à éviter, des paragraphes rédigés étant largement préférés. Les tableaux sont à réserver à la présentation de données structurées (résultats, etc.).
- Les appels de note de bas de page (petits chiffres en exposant, introduits par l'outil «  Source ») sont à placer entre la fin de phrase et le point final[comme ça].
- Les liens internes (vers d'autres articles de Wikipédia) sont à choisir avec parcimonie. Créez des liens vers des articles approfondissant le sujet. Les termes génériques sans rapport avec le sujet sont à éviter, ainsi que les répétitions de liens vers un même terme.
- Les liens externes sont à placer uniquement dans une section « Liens externes », à la fin de l'article. Ces liens sont à choisir avec parcimonie suivant les règles définies. Si un lien sert de source à l'article, son insertion dans le texte est à faire par les notes de bas de page.
- La présentation des références doit suivre les conventions bibliographiques. Il est recommandé d'utiliser les modèles {{Ouvrage}}, {{Chapitre}}, {{Article}}, {{Lien web}} et/ou {{Bibliographie}}. Le mode d'édition visuel peut mettre en forme automatiquement les références.
- Insérer une infobox (cadre d'informations à droite) n'est pas obligatoire pour parachever la mise en page.

Pour une aide détaillée, merci de consulter Aide:Wikification.
Si vous pensez que ces points ont été résolus, vous pouvez retirer ce bandeau et améliorer la mise en forme d'un autre article.
Cabo est un jeu de cartes de Melissa Limes et Mandy Henning, édité pour la première fois en 2010,. Il repose sur des mécanismes de mémoire et de manipulation, basés sur le jeu de cartes traditionnel du Dutch. L'objectif pour les joueurs est de minimiser la somme des points de leurs quatre cartes posées face cachée devant eux.
Le jeu est similaire à d'autres jeux de la même famille comme Rat-a-Tat Cat (en) (1995) et peut se jouer avec un jeu de cartes standard, où il est alors connu sous des noms comme Cambio, Pablo ou Cactus.

## Principe du jeu
Chaque joueur commence la manche avec quatre cartes face cachée devant lui, et a le droit d'en regarder deux au début. À son tour, un joueur pioche une carte (soit de la pioche, soit de la défausse) et choisit de l'échanger avec une de ses cartes ou de la défausser. Certaines cartes ont des pouvoirs spéciaux :
- 7 ou 8 : Permet de regarder ("peek") une de ses propres cartes.
- 9 ou 10 : Permet d'espionner ("spy") une carte d'un adversaire.
- Valet ou Dame : Permet d'échanger ("swap") à l'aveugle des cartes entre deux joueurs.

Lorsqu'un joueur pense avoir le total de points le plus faible, il peut annoncer "Cabo !" pour mettre fin à la manche. Les autres joueurs ont alors un dernier tour. Le joueur avec le score le plus bas à la fin de la manche marque 0 point, les autres marquent la valeur de leurs cartes. La partie se termine quand un joueur dépasse 100 points, et le joueur avec le plus petit score total l'emporte.

## Éditions et variantes
Une deuxième édition a été publiée par Bézier Games (en) (et distribuée en France par Origames) avec de nouvelles illustrations et des règles ajustées.
- Silver : Bézier Games a également sorti une série de jeux nommée Silver, qui sont des variantes de Cabo avec un thème de loup-garou. Dans Silver, chaque carte de 0 à 13 possède un pouvoir unique, rendant le jeu plus complexe et stratégique. Il existe plusieurs boîtes (comme Silver Amulet et Silver Bullet) qui peuvent être jouées seules ou combinées[10],[11].

## Sources
1. ↑  (en-US) « CABO (Second Edition) », sur BoardGameGeek (consulté le 12 août 2025)
2. ↑  « Cabo de Melissa Limes et Mandy Henning chez Origames - Paradoxe Temporel », 5 septembre 2022 (consulté le 12 août 2025)
3. ↑  « Golf - Card Game Rules », sur www.pagat.com (consulté le 12 août 2025)
4. ↑  (en-US) Chris Wray, « Cabo (Game Review by Chris Wray) », sur The Opinionated Gamers, 27 avril 2019 (consulté le 12 août 2025)
5. ↑  (en) « How to Play Cambio (the Card Game): Rules, Strategies & More », sur wikiHow (consulté le 12 août 2025)
6. ↑  mitsukipink, « Règle du jeu », sur Jeu de cartes "le cactus", 23 avril 2014 (consulté le 12 août 2025)
7. ↑  « regle-cabo.pdf » [PDF], sur lepalaisdemidgard.fr
8. ↑  (en) Bezier Games, « Cabo Deluxe », sur Bezier Games (consulté le 12 août 2025)
9. ↑  « Cabo – Origames » (consulté le 12 août 2025)
10. ↑  « Jeu de société Silver », sur LudoVox (consulté le 12 août 2025)
11. ↑   [vidéo] « SILVER L'AMULETTE règle du jeu en français présentée par la chaîne youtube expliquemoica », expliquemoica, 28 juin 2021, 9:33 min (consulté le 12 août 2025)